# Berg i dagen

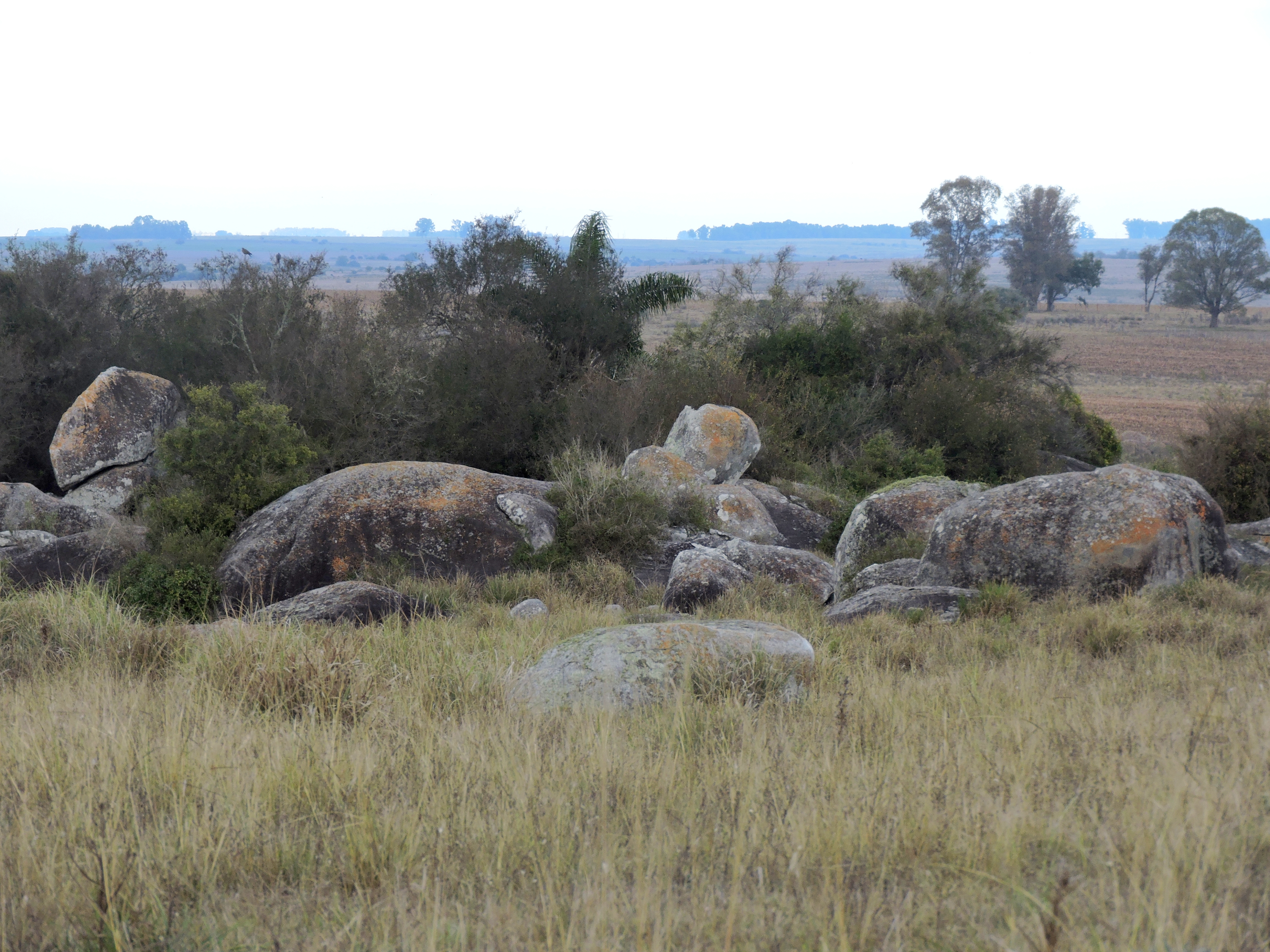
Exempel för "berg i dagen".

Berg i dagen är en geologisk term som syftar på synlig berggrund, i motsats till en berggrund täckt av ett jordlager. Är den blottade berggrundsytan någorlunda jämn kallas den för berghäll.